# Кызылжар (Кызылординская область)
Кызылжар (каз. Қызылжар) — село в Аральском районе Кызылординской области Казахстана. Административный центр Раимского сельского округа. Код КАТО — 433255100.

## Население
В 1999 году население села составляло 1085 человек (561 мужчина и 524 женщины). По данным переписи 2009 года, в селе проживало 1080 человек (551 мужчина и 529 женщин).